# Акбастау (Сайрамський район)
Акбаста́у (каз. Ақбастау) — село у складі Сайрамського району Туркестанської області Казахстану. Входить до складу Карасуського сільського округу.
У радянські часи село називалось Кизилту.
26 березня 2015 року до села було приєднано територію площею 1,35 км².
Населення — 1898 осіб (2021; 839 у 2009, 1020 у 1999, 805 у 1989).